# Paréza
Paréza, řidčeji obrna je částečná neschopnost nebo větší slabost aktivního volného pohybu. Pojem pochází z řeckého πάρεσις "nechat jít".

## Typy paréz

### Parézy končetin
- monoparéza – částečné ochrnutí jedné nohy nebo ruky[2]
- paraparéza – částečné ochrnutí obou nohou
- hemiparéza – částečné ochrnutí ruky a nohy na stejné straně těla
- kvadruparéza – částečné ochrnutí všech čtyř končetin

### Ostatní
- gastroparéza – porucha vyprazdňování žaludku
- oftalmoparéza – částečné ochrnutí zrakových svalů
- spastická obrna – onemocnění, při němž jsou svaly postižené končetiny zvýšeně napjaté.